# مارك سكيري
مارك سكيري (بالإنجليزية: Mark Scerri)‏ هو لاعب كرة قدم ومدرب كرة قدم مالطي في مركز الوسط، ولد في 16 يناير 1990. شارك مع منتخب مالطا لكرة القدم. أما مع النوادي، فقد لعب مع سلايما واندريرز.

## وصلات خارجية
- مارك سكيري على موقع قاعدة بيانات كرة القدم.إي يو (الإنجليزية)
- مارك سكيري على موقع ناشيونال فوتبول تيمز (الإنجليزية)
- مارك سكيري على موقع Soccerway.com (الإنجليزية)